# Salvador Sánchez Cerén
Salvador Sánchez Cerén (Quezaltepeque, 18 juni 1944) is een Salvadoraans politicus. Tussen 2014 en 2019 was hij president van El Salvador, als kandidaat van de linkse partij Front Farabundo Martí voor Nationale Bevrijding (FMLN).

## Biografie
Sánchez Cerén was leraar en vakbondsactivist in de jaren '70, toen El Salvador door het leger werd bestuurd. Hij sloot zich aan bij de guerillabeweging FPL, die in 1980 bij het begin van de burgeroorlog opging in het Frente Farabundo Marti (FMLN). Hij werd een van de vijf commandanten, met Leonel Gonzálvez als nom de guerre.
In 1992 was hij betrokken bij het vredesverdrag, en hij zag toe op de vernietiging van de wapens van de beweging. Hij werd parlementslid, en vanaf 2009 was hij vicepresident en minister van Onderwijs van El Salvador. Daarmee vervulde hij een sleutelrol in het kabinet van Mauricio Funes, dat arme kinderen toegang gaf tot scholen door hun uniformen, boeken en schoolgeld te betalen. 
In 2014 stelde het FMLN hem kandidaat voor de opvolging van Funes. De populariteit van de linkse regering was afgenomen door de explosie van de misdaad en de slechte economische resultaten. Toch wist Sánchez Cerén de ARENA-kandidaat Norman Quijano en oud-president Tony Saca nipt te verslaan. Sánchez Cerén kreeg 37% van de stemmen, vergeleken met 30% voor Quijano en Saca werd derde met 21%. Op 1 juni 2014 werd hij geïnstalleerd voor een termijn van vijf jaar.
Hij heeft zich niet herkiesbaar gesteld voor de verkiezingen in 2019. In februari 2019 kreeg de buitenstaander Nayib Bukele Ortez 54% van de stemmen waardoor een tweede stemronde overbodig werd. Carlos Calleja van ARENA kreeg ruim 31% van de stemmen en de voormalige minister van Buitenlandse Zaken, Hugo Martinez van het FMLN, slechts 13%. De keuze voor Bukele was een zware klap voor de twee gevestigde partijen, die een kwart eeuw het politieke landschap van El Salvador domineerden. Op 1 juni 2019 werd Sánchez Cerén opgevolgd door Bukele. Bij de ceremonie ontbraken ambtgenoten uit Venezuela, Nicaragua en Honduras omdat hun regeringen volgens Bukele niet democratisch zijn. Sánchez Cerén had juist nauwe contacten met deze landen.